# 低泡飞鼠
低泡飞鼠（学名：Petinomys electilis）为松鼠科低泡飞鼠属的动物。在中国大陆，分布于海南、福建等地。该物种的模式产地在海南。